# Badminton-Bundesliga 1997/98
Die Badminton-Bundesligasaison 1997/98 bestand aus einer Vorrunde im Modus "Jeder gegen jeden" mit Hin- und Rückspiel und einer Play-off- bzw. Play-down-Runde. In der Play-off-Runde traten der 1. und der 4. sowie der 2. und der 3. gegeneinander an. Die Sieger der beiden Partien ermittelten den deutschen Meister, ebenfalls in einem Hin- und Rückspiel. Meister wurde der SC Bayer 05 Uerdingen, der den PSV Grün-Weiß Wiesbaden in den Finalspielen bezwang. Absteigen mussten der Letztplatzierte VfB Friedrichshafen sowie aus wirtschaftlichen Gründen nach neunjähriger Zugehörigkeit zur Bundesliga der SSV Heiligenwald.

## Tabelle nach der Vorrunde
| Platz | Mannschaft                 | Spiele | Spielpunkte | Punkte |
| ----- | -------------------------- | ------ | ----------- | ------ |
| 1.    | BSC Eintracht/Südring 1931 | 16     | 96:32       | 26:06  |
| 2.    | SC Bayer 05 Uerdingen      | 16     |             | 25:07  |
| 3.    | SV Fortuna Regensburg      | 16     | 85:43       | 24:08  |
| 4.    | PSV Grün-Weiß Wiesbaden    | 16     |             |        |
| 5.    | FC Langenfeld              | 16     |             |        |
| 6.    | SSV Heiligenwald           | 16     |             |        |
| 7.    | TuS Wiebelskirchen         | 16     |             |        |
| 8.    | Bottroper BG               | 16     |             |        |
| 9.    | SG Anspach (N)             | 16     |             |        |
| 10.   | VfB Friedrichshafen        | 16     |             |        |

## Play-off-Runde

### Halbfinale
Südring Berlin – GW Wiesbaden 2:6, 3:5

SC Bayer 05 Uerdingen – Fortuna Regensburg 5:3, 6:2

### Finale
SC Bayer 05 Uerdingen – GW Wiesbaden 6:2, 3:3

## Endstand
- 1. SC Bayer 05 Uerdingen
(Simon Archer, Stephan Kuhl, Kenneth Jonassen, Chris Bruil, Andy Goode, Thomas Berger, Volker Eiber, Nicole Grether, Heidi Dössing, Eline Coene, Joanne Goode)
- 2. PSV Grün-Weiß Wiesbaden
(Jon Holst-Christensen, Peter Rasmussen, Darren Hall, Yoseph Phoa, Arnd Vetters, Thomas Wapp, Lisbet Stuer-Lauridsen, Stefan Frey, Norman Eby, Heike Schönharting, Heike Franke)
- 3. BC Eintracht Südring Berlin
(Rikard Magnusson, Jens Olsson, Peter Axelsson, Kai Mitteldorf, Bram Fernardin, Pierre Pelupessy, Thomas Finger, Ralf Reinhard, Torsten Ost, Catrine Bengtsson, Margit Borg, Monique Hoogland, Anja Weber, Annika Behnisch)
- 3. SV Fortuna Regensburg
(Michael Helber, Chris Hunt, Björn Siegemund, Martin Lundgaard Hansen, Colin Haughton, John Quinn, Steffan Pandya, Thomas Hutzler, Nicol Pitro, Kelly Morgan, Steffi Müller, Sarah Hardaker)